# Anca Heltne
Anca Heltne (născută Vîlceanu; n. 1 ianuarie 1978, Câmpulung, Argeș, România) este o fostă atletă română, specializată în aruncarea greutății.

## Biografie
Prima ei performanță notabilă a fost medalia de argint la Zilele Olimpice ale Tineretului European din 1995 de la Bath. La Campionatul European de Juniori (sub 20) din 1997 de la Ljubljana a obținut locul 6. La Campionatul European de Tineret (sub 23) a ajuns pe locul 7. Din 2001 este căsătorită cu sportivul norvergian Runar Heltne.
În anul 2005 a obținut locul 7 la Universiada de la Izmir. A mai participat la Campionatul European în sală din 2007, la Campionatul Mondial din 2007 de la Osaka și la Jocurile Olimpice din 2008 de la Beijing dar nu a reușit să avanseze în finală. La Campionatul European în sală din 2009 de la Torino a câștigat medalia de bronz. În 2010 a fost suspendată 2 ani pentru dopaj.
La Campionatul European din 2012 de la Helsinki s-a clasat pe locul 12. În anul următor, Anca Heltne a obținut locul 5 la Campionatul European în sală de la Göteborg. În 2014 a fost din nou depistată pozitiv și a fost suspendată 8 ani.

## Realizări
| An   | Competiție                               | Locație                    | Loc | Note  |
| ---- | ---------------------------------------- | -------------------------- | --- | ----- |
| 1995 | Zilele Olimpice ale Tineretului European | Bath, Marea Britanie       | 2   | 14,37 |
| 1997 | Campionatul European de Juniori (sub 20) | Ljubljana, Slovenia        | 6   | 15,53 |
| 1999 | Campionatul European de Tineret (sub 23) | Göteborg, Suedia           | 7   | 15,92 |
| 2005 | Universiada                              | Izmir, Turcia              | 7   | 16,23 |
| 2007 | Campionatul European în sală             | Birmingham, Marea Britanie | 13  | 15,88 |
| 2007 | Campionatul Mondial                      | Osaka, Japonia             | 26  | 16,27 |
| 2008 | Campionatul Mondial de în sală           | Valencia, Spania           | –   | NS    |
| 2008 | Jocurile Olimpice                        | Beijing, China             | 19  | 17,48 |
| 2009 | Campionatul European în sală             | Torino, Italia             | 3   | 18,71 |
| 2009 | Campionatul Mondial                      | Berlin, Germania           | 15  | 17,92 |
| 2010 | Campionatul Mondial în sală              | Doha, Qatar                | –   | DS    |
| 2012 | Campionatul European                     | Helsinki, Finlanda         | 12  | 16,39 |
| 2013 | Campionatul European în sală             | Göteborg, Suedia           | 5   | 17,64 |
| 2013 | Campionatul Mondial                      | Moscova, Rusia             | 15  | 17,76 |
| 2014 | Campionatul Mondial în sală              | Sopot, Polonia             | –   | DS    |

## Recorduri personale
| Probă                       | Performanță | Dată              | Locație   |
| --------------------------- | ----------- | ----------------- | --------- |
| Aruncarea greutății         | 19,08 m     | 1 iulie 2009      | Moscova   |
| Aruncarea greutății în sală | 19,90 m     | 20 februarie 2010 | București |